# 莱朗
莱朗（法語：Léran，法語發音：[leʁɑ̃]）是法国阿列日省的一个市镇，属于帕米耶区。

## 地理
莱朗（42°59'19"N, 1°54'37"E）面积11.92 平方千米，位于法国奧克西塔尼大區阿列日省，该省份为法国西南部内陆省份，西部和北部与上加龙省接壤，东临奥德省，东南至东比利牛斯省接壤，南与安道尔和西班牙接壤。
与莱朗接壤的市镇（或旧市镇、城区）包括：艾格维沃、埃尔斯河畔拉巴斯蒂德、贝洛克、拉罗克多尔姆、蒙贝勒、勒佩拉、雷加、阿列日省特鲁瓦。

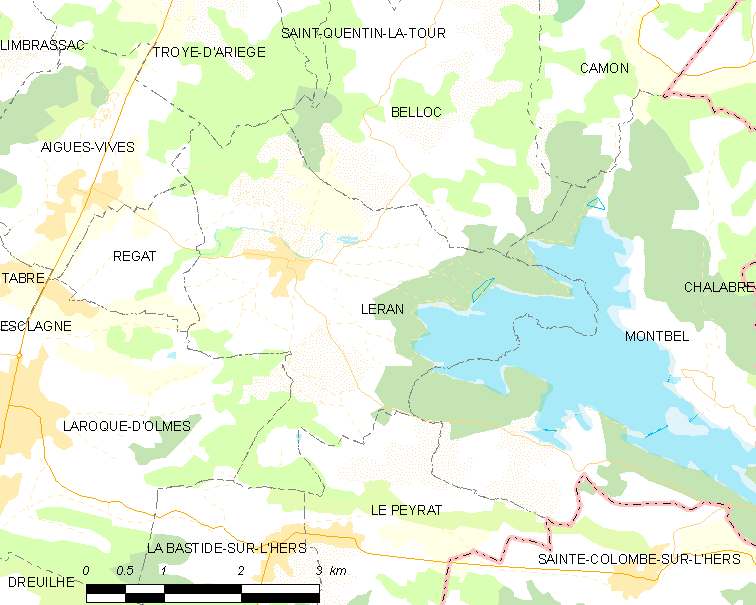
莱朗的OSM定位图

莱朗的时区为UTC+01:00、UTC+02:00（夏令时）。

## 行政
莱朗的邮政编码为09600，INSEE市镇编码为09161。

## 政治
莱朗所属的省级选区为米尔普瓦县。

## 人口

1962-2008年间莱朗人口变化图示

莱朗于2022年1月1日时的人口数量为616人。